# قرار مجلس الأمن التابع للأمم المتحدة رقم 543
قرار مجلس الأمن التابع للأمم المتحدة رقم 543، الذي تم تبنيه بالإجماع في 29 نوفمبر 1983، نظر المجلس في التقرير المقدم من الأمين العام حول موضوع قوة الأمم المتحدة لمراقبة فض الاشتباك. وأشار المجلس إلى جهودها الرامية إلى إحلال سلام دائم وعادل في منطقة الشرق الأوسط، لكنه أعرب أيضاً عن قلقه إزاء حالة التوتر العسكري السائدة في المنطقة.
دعا القرار الأطراف المعنية إلى التنفيذ الفوري للقرار 338 (1973)، وجدد ولاية قوة المراقبة لمدة ستة أشهر أخرى حتى 31 مايو 1984، وطلب من الأمين العام تقديم تقرير عن الوضع في نهاية تلك الفترة.